# 室点蜜
室点蜜（呉音：しちてんみつ、漢音：しつてんびつ、拼音：Shìdiǎnmì、? - 576年頃）は、突厥の西面可汗もしくは葉護（ヤブグ：官名）。吐務の子で、伊利可汗の弟、達頭可汗の父。また室點蜜、室點密可汗とも表記される。姓は阿史那氏、別名は瑟帝米（しつていべい）という。東ローマ史料のディザブロス(Dizaboulos)、ディルジブロス(Dilziboulos)、シルジブロス(Silziboulos)、アラブ史料のシンジブー(Sinjibū)、突厥碑文のイステミ・カガン（  - Istemi qaγan）に当たる人物とされている。

## 生涯
突厥部の大葉護である吐務の次男として生まれる（長男は伊利可汗）。
558年、室点蜜は彼の同盟者であり娘婿でもあるサーサーン朝の君主（シャーハンシャー）ホスロー1世と協同で、エフタルを攻撃し徹底的な打撃を与えた。これによって室点蜜はエフタル領であるシャシュ（石国）・フェルガナ（破洛那国）・サマルカンド（Tamir-qapiγ、康国）・キシュ（史国）を占領した。さらにこの頃、室点蜜はアヴァールを駆逐し、アランの地に追いやった。
567年頃までに室点蜜はエフタルを滅ぼし、残りのブハラ（安国）・ウラチューブ（曹国）・マイマルグ（米国）・クーシャーニイク（何国）・カリズム（火尋国）・ベティク（戊地国）を占領した。この頃、室点蜜はサーサーン朝にソグド人使節団を派遣し、絹を売る許可を要求した。しかし、ホスロー1世はこれを拒否し、使者を毒殺したため、室点蜜はこれに怒り、突厥とサーサーン朝の関係は悪化した。
568年、室点蜜は東ローマ帝国にソグド人首領マニアクの使節団を派遣し、エフタル攻滅の報告と、絹貿易の盟約をかわした。その使節団の帰路に東ローマ帝国のゼマルコス使節団が同行し、突厥の領土を見聞した。
575年末、室点蜜は使者のアナンカステスを東ローマ帝国へ送ったが、その直後に亡くなり、東ローマ帝国からウァレンティヌスの率いる使節団が来た時には彼の葬儀が行われていた。室点蜜の死後、子の玷厥（てんけつ）が継いで、達頭可汗（タルドゥ・カガン）となった。

## 参考資料
- 『旧唐書』（列伝第一百四十四下 突厥下）
- 『新唐書』（列伝一百四十下 突厥下）
- 内田吟風『北アジア史研究 鮮卑柔然突厥篇』（1975年、同朋舎出版、ISBN 4810406261）
- 護雅夫『古代トルコ民族史研究Ⅰ』（1967年、山川出版社）
- 護雅夫『古代トルコ民族史研究Ⅱ』（1992年、山川出版社、ISBN 4634650207）
- 佐口透、山田信夫、護雅夫訳注『騎馬民族史２正史北狄伝』（1972年、平凡社）
- 内藤みどり『西突厥史の研究』（1988年、早稲田大学出版部、ISBN 4657882155）